# Christian August Broberg

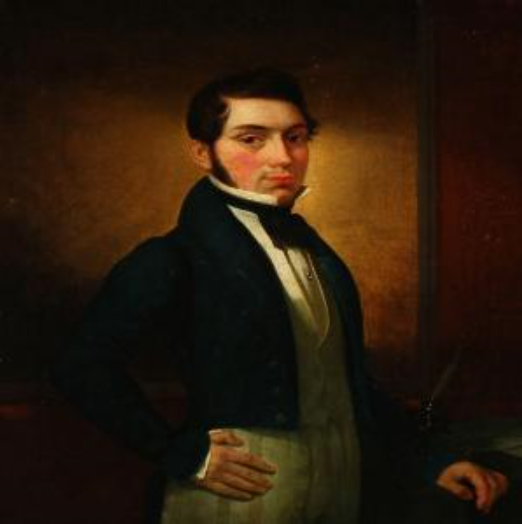
Christian August Broberg, porträtterad av David Monies.

Christian August Broberg, född den 3 april 1811 i Köpenhamn, död där den 30 april 1886, var en dansk köpman och politiker. 
Broberg, som var son till en ansedd grosshandlare i Köpenhamn, blev student, men slog strax efter in på handelsbanan. Dels på faderns kontor, dels i utlandet, förvärvade han sig en grundlig kommersiell utbildning, och han blev 1835 sin fars kompanjon och 1852 chef för 
handelshuset Chr. B. & Søn. Broberg utvecklade denna affärsrörelse så att den blev Nordens mest betydande i kaffebranschen, och han spelade under en lång följd av år en ledande roll inom den köpenhamnska affärsvärlden. Åren 1843–1863 var han medlem av grosshandlarsocietetens kommitté och en del år dess vice ordförande. År 1857 var han med om att stifta Privatbanken och var från dess grundande till sin död ordförande för dess bankråd. Det var också han som tillsatte den då unge och förhållandevis okände C.F. Tietgen på direktörsposten. År 1874 hotades den gamla firman med undergång på grund av felslagna spekulationer i kaffe. Broberg, som då var på resa i Frankrike, vände strax hem och räddade med stor energi och duglighet firman. Den betydande förmögenheten och företagets ledande ställning gick dock förlorade. 
Broberg hyste ett varmt intresse för sitt lands offentliga angelägenheter och valdes tidigt till ledamot av Danmarks riksdag. Åren 1849–1856 representerade han huvudstaden i folketinget. Åren 1856–1863 var han medlem av riksrådet och efter novemberförfattningens antagande, 1864–1866, av det nya riksrådets landsting. År 1882 blev han av den köpenhamnska affärsvärlden utsedd till dess representant i landstinget, och valet av honom bekräftades. Broberg utövade ett visst inflytande på riksdagens behandling av ekonomiska, särskilt kommersiella, frågor, men kom annars inte att spela någon framträdande roll. Han tillhörde det nationalliberala partiet och senare Højre. Dock tog han avstånd från den uppfattning om Grundlovens bestämmelser om kungens rätt att utfärda provisoriska lagar, som under sista delen av hans riksdagsverksamhet var den rådande inom landstingets flertal.

## Utmärkelser
- Riddare av Dannebrogorden,  1851[2]
- Dannebrogsmännens hederstecken,  1864[2]
- Kommendör av Dannebrogorden,  1874[2]

[Redigera Wikidata]